# Portret Hendrickje Stoffels
Portret Hendrickje Stoffels (Hendrickje w oknie) – obraz holenderskiego malarza Rembrandta Harmenszoona van Rijn.
Hendrickje Stoffels była drugą partnerką życiową Rembrandta, z którą nie mógł się ożenić z powodów zapisów spadkowych po pierwszej żonie Saskie. Hendrickje znalazła się w domu artysty w latach czterdziestych; z 1649 roku pochodzi pierwszy jej portret wykonany ręką mistrza. Jej portrety różnią się od tych na których pozowała Saskia. Rembrandt nie skupiał się na oddaniu piękna strojów, nie malował klejnotów i ozdób z taką dokładnością. Skupiał się na charakterze modelki, na jej twarzy i spojrzeniu. Takim przykładem jest Hendrickje w oknie. Jej portret powstał w okresie, gdy Rembrandt malował niemal wyłącznie osoby mu bliskie. W tym samym okresie powstały trzy wizerunki jego syna Tytusa.

## Opis portretu
Hendrickje została ukazana w pozycji stojącej, w oknie, z jedną ręką opartą na parapecie, a drugą opartą o framugę. Światło pada na jej twarz, pierś i ręce. Tło pogrążone jest w ciemnościach. Spogląda na widza wzrokiem pełnym smutku i melancholii, ale na twarzy gości lekki uśmiech. Na sobie ma prosty ubiór w kolorze cynobrowej czerwieni przeplatanej bielą, namalowaną szerokimi i swobodnymi, płynnymi pociągnięciami pędzla. Jedynie biżuteria jaką nosi modelka została oddana z dużą dbałością o detale.

## Proweniencja
Przed 1878 rokiem obraz znajdował się w kolekcji Thomasa George’a Grahama White’a, w Wethersfield Manor i Berechurch Hall, Colchester. 23 marca 1878 został zakupiony przez Johna Wardella na wyprzedaży kolekcji w domu aukcyjnym Christie’s (Londyn) za 472,1 funtów. 10 maja 1879 obraz został kupiony przez Edouarda Warnecka (Paryż) na wyprzedaży kolekcji Wardella w Christie’s, za kwotę 666,15 funtów. W 1879 znalazł się w berlińskim Gemäldegalerie.